# Associazione Calcio Mezzocorona 2008-2009
Questa voce raccoglie le informazioni riguardanti  l'Associazione Calcio Mezzocorona nelle competizioni ufficiali della stagione 2008-2009.

## Rosa
| N. |                   | Ruolo | Calciatore           |
| -- | ----------------- | ----- | -------------------- |
| -  | Italia (bandiera) | C     | Manuel Angelucci     |
| -  | Italia (bandiera) | D     | Marco Arrigoni       |
| -  | Italia (bandiera) | D     | Marco Berardo        |
| -  | Italia (bandiera) | A     | Francesco Bombagi    |
| -  | Italia (bandiera) | D     | Nicolò Brighenti     |
| -  | Italia (bandiera) | A     | Riccardo Capogna     |
| -  | Italia (bandiera) | D     | Bernardo Ceravolo    |
| -  | Italia (bandiera) | C     | Daniele Di Benedetto |
| -  | Italia (bandiera) | D     | Martino Donini       |
| -  | Italia (bandiera) | D     | Aron Giacomoni       |
| -  | Italia (bandiera) | C     | Francesco Giorgietti |
| -  | Italia (bandiera) | C     | Christian Ippoliti   |
| -  | Italia (bandiera) | D     | Sabatino Lordi       |
| -  | Italia (bandiera) | P     | Massimo Macchi       |
| -  | Italia (bandiera) | D     | Luca Martinelli      |
| -  | Italia (bandiera) | C     | Fabio Oretti         |

| N. |                    | Ruolo | Calciatore                 |
| -- | ------------------ | ----- | -------------------------- |
| -  | Italia (bandiera)  | D     | Giordano Paganotto         |
| -  | Italia (bandiera)  | A     | Davide Panizza             |
| -  | Italia (bandiera)  | D     | Dario Pelizzari            |
| -  | Italia (bandiera)  | C     | Massimiliano Piolanti      |
| -  | Brasile (bandiera) | P     | Renato Piovezan            |
| -  | Brasile (bandiera) | A     | Da Silva Aparecido Rodrigo |
| -  | Italia (bandiera)  | A     | Antonio Russo              |
| -  | Albania (bandiera) | A     | Klaus Seferi               |
| -  | Italia (bandiera)  | D     | Flavio Toccoli             |
| -  | Italia (bandiera)  | C     | Marco Tomasi               |
| -  | Italia (bandiera)  | C     | Giacomo Tulli              |
| -  | Italia (bandiera)  | C     | Antonio Tundo              |
| -  | Italia (bandiera)  | C     | Francesco Uliano           |
| -  | Italia (bandiera)  | D     | Francesco Zanini           |
| -  | Italia (bandiera)  | C     | Federico Zen               |
| -  | Italia (bandiera)  | C     | Alex Ziviani               |